# 斯蒂芬·奥尔福德
斯蒂芬·奥尔福德（1970年—）是一位英国历史学家和学者，利兹大学早期现代英国历史教授，毕业于圣安德鲁斯大学，在剑桥大学完成博士后工作，2000年当选英国皇家历史学会会士，主要作品有《伦敦的崛起：商人、冒险家与资本打造的大都会》（London's Triumph: Merchant Adventurers and the Tudor City）、《监视者：伊丽莎白统治时期的秘密历史》（The Watchers: A Secret History of the Reign of Elizabeth）等。